# Sergentomyia anhuiensis
Sergentomyia anhuiensis är en tvåvingeart som beskrevs av Wang 1991. Sergentomyia anhuiensis ingår i släktet Sergentomyia och familjen fjärilsmyggor. Inga underarter finns listade i Catalogue of Life.
Artens utbredningsområde är Kina.